# Gemeenten van Benin

Gemeenten van Benin

De twaalf departementen van Benin zijn opgedeeld in 77 gemeenten. Deze staan hieronder alfabetisch gegroepeerd per departement. De communes zijn op hun beurt verder verdeeld in arrondissementen en deze verder in dorpen en steden.

## Alibori
1. Banikoara
2. Gogounou
3. Kandi
4. Karimama
5. Malanville
6. Segbana

## Atacora
1. Boukoumbé
2. Cobly
3. Kérou
4. Kouandé
5. Matéri
6. Natitingou
7. Péhunco
8. Tanguiéta
9. Toucountouna

## Atlantique
1. Abomey-Calavi
2. Allada
3. Kpomassè
4. Ouidah
5. Sô-Ava
6. Toffo
7. Tori-Bossito
8. Zè

## Borgou
1. Bembèrèkè
2. Kalalé
3. N'Dali
4. Nikki
5. Parakou
6. Pèrèrè
7. Sinendé
8. Tchaourou

## Collines
1. Bantè
2. Dassa-Zoumè
3. Glazoué
4. Ouèssè
5. Savalou
6. Savè

## Donga
1. Bassila
2. Copargo
3. Djougou
4. Ouaké

## Couffo
1. Aplahoué
2. Djakotomey
3. Dogbo
4. Klouékanmè
5. Lalo
6. Toviklin

## Littoral
1. Cotonou

## Mono
1. Athiémé
2. Bopa
3. Comè
4. Grand-Popo
5. Houéyogbé
6. Lokossa

## Ouémé
1. Adjarra
2. Adjohoun
3. Aguégués
4. Akpro-Missérété
5. Avrankou
6. Bonou
7. Dangbo
8. Porto-Novo
9. Sèmè-Kpodji

## Plateau
1. Ifangni
2. Adja-Ouèrè
3. Kétou
4. Pobè
5. Sakété

## Zou
1. Abomey
2. Agbangnizoun
3. Bohicon
4. Covè
5. Djidja
6. Ouinhi
7. Za-Kpota
8. Zangnanado
9. Zogbodomey